# Gora Mcyri
Gora Mcyri (englische Transkription von russisch Гора Мцыри Gora Mzyri, deutsch ‚Neulingsberg‘) ist ein isolierter Nunatak im ostantarktischen Coatsland.
Russische Wissenschaftler benannten ihn.